# Sun Television

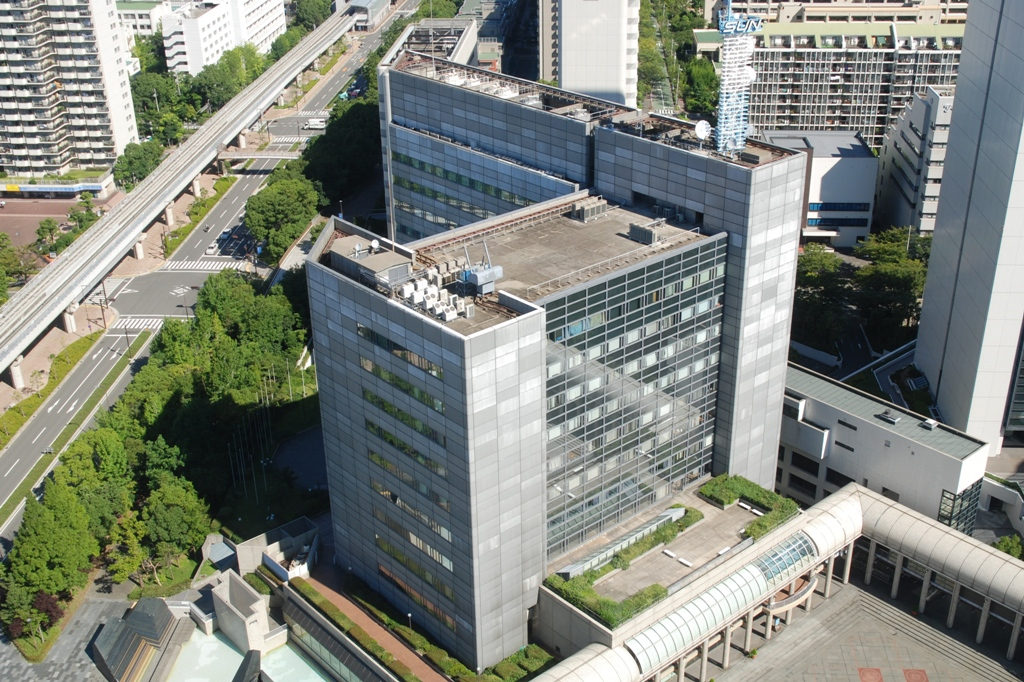
Sede della Sun Television al Kobe International Conference Center.

Sun Television Co. (株式会社サンテレビジョン?, Kabushiki-gaisha San Terebijon, altresì nota come SUN oppure SUN TV) è un'emittente televisiva commerciale con sede a Kōbe nella prefettura di Hyōgo (Giappone). La rete fa parte della Japanese Association of Independent Television Stations.